# Protichneumon watanabei
Protichneumon watanabei là một loài tò vò trong họ Ichneumonidae.